# Ėrzinskij kožuun
Il Ėrzinskij kožuun (in russo Эрзинский кожуунн?; in tuvano: Эрзин кожуун) è un distretto della Repubblica di Tuva, nella Siberia Orientale. Occupa una superficie di 10 830,12 chilometri quadrati, è suddiviso in 6 sumon, ospita una popolazione di circa 8 576 abitanti e ha come capoluogo il villaggio di Ėrzin.

## Geografia
Il fiume Tes-Chem e il suo affluente destro Ėrzin scorrono attraverso il territorio del kožuun. Nel sud-ovest c'è il grande lago d'acqua dolce Tore-Chol'.
Sul territorio del distretto si trova una parte della Riserva della biosfera del bacino dell'Uvs Nuur. Sito del patrimonio mondiale dell'UNESCO.